# Vera de Spinadel

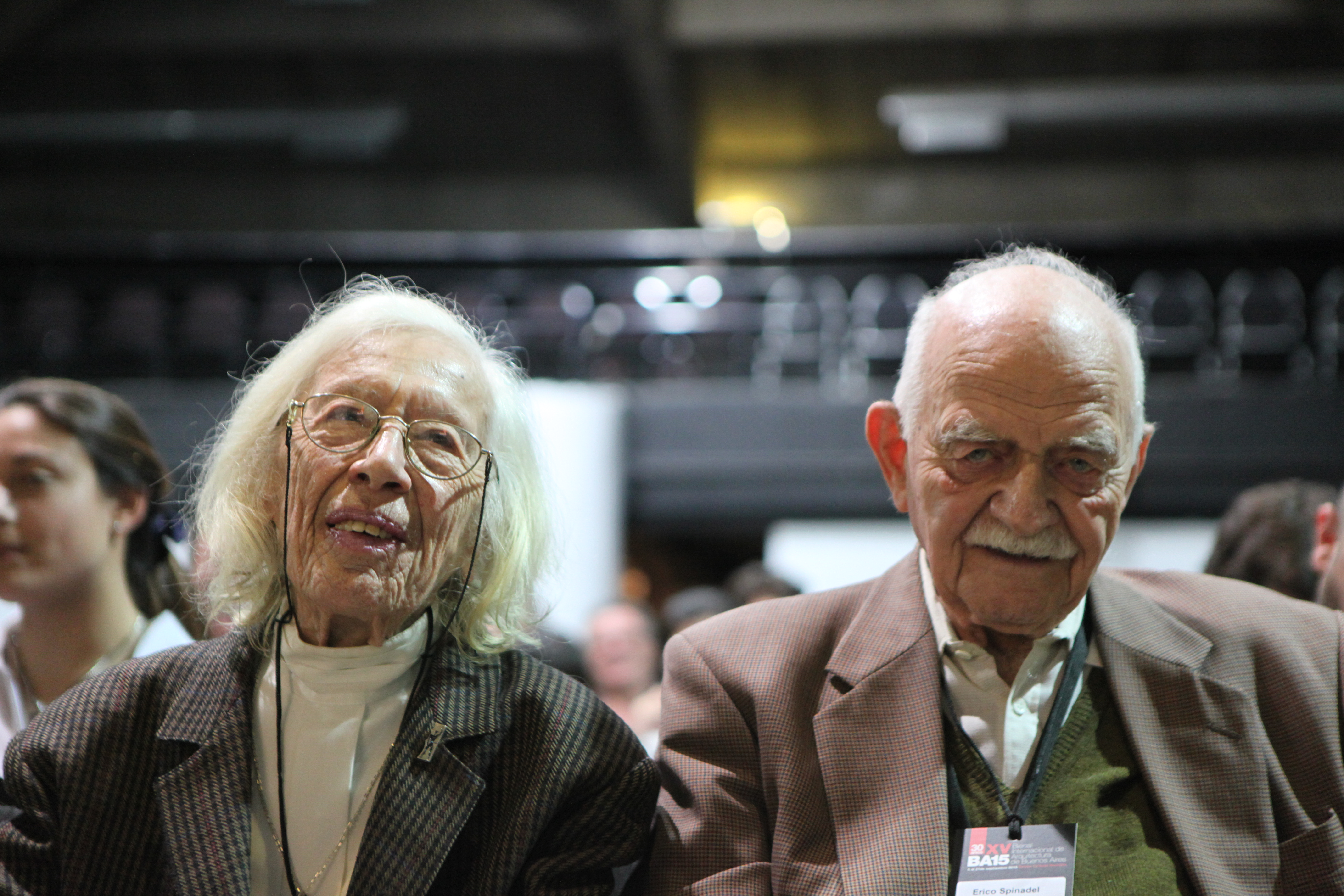
Vera W de Spinadel y Erico Spinadel

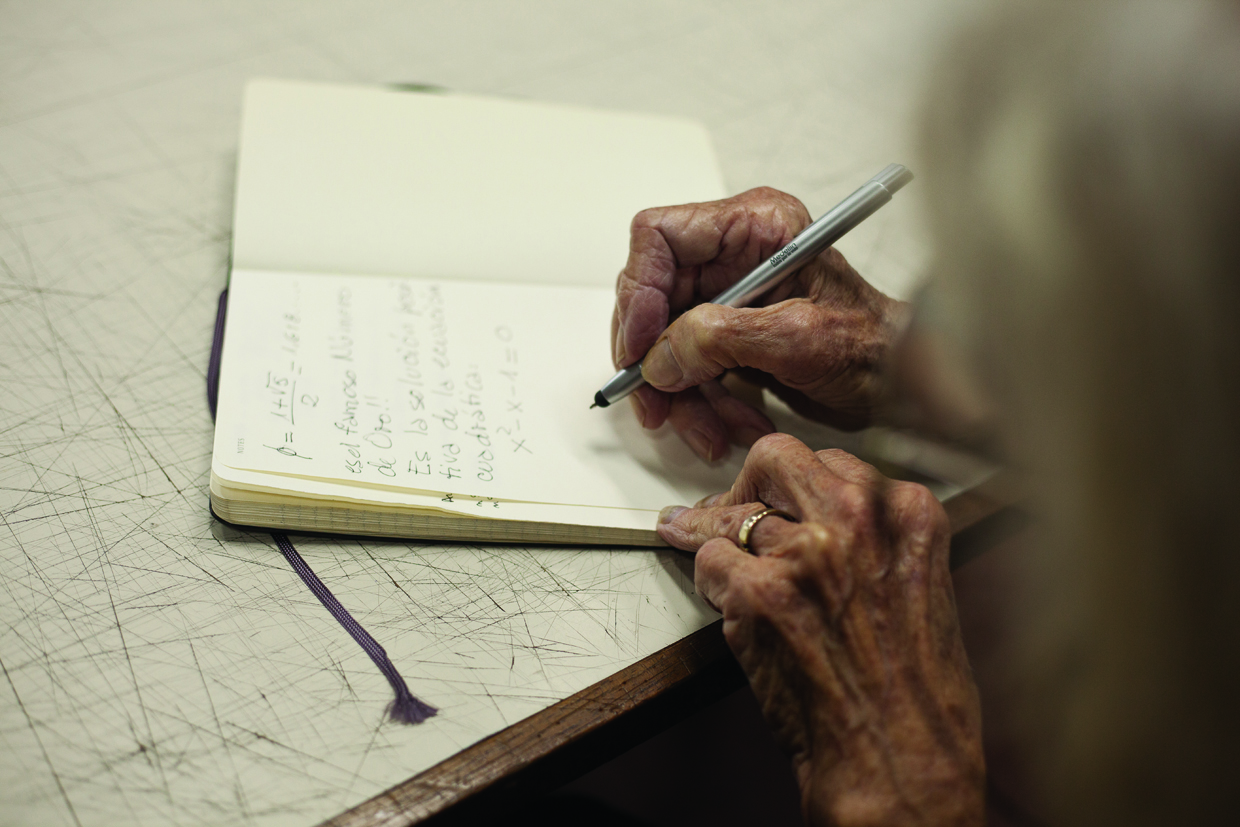
Vera Martha Winitzky de Spinadel, writing

Vera Martha Winitzky de Spinadel (22 de agosto de 1929 – 26 de enero de 2017, Buenos Aires, Argentina) fue una matemática argentina.
Profesora consultora a tiempo completo de matemática en la Universidad de Buenos Aires y directora de investigaciones en el Centro de Matemática y Diseño (MAyDI), recibió numerosos fondos de I+D y también personales para desarrollar actividades de varios grupos de estudios. Entre sus principales cargos figuraron los de directora del Laboratorio de Matemática & Diseño, en la Facultad de Arquitectura, Diseño y Urbanismo de la Universidad de Buenos Aires; y el de presidenta de la Asociación Internacional de Matemática & Diseño desde 1998; con publicaciones bianuales en el «Journal of Mathematics & Design» y obras básicas en fractales geométricos y aplicaciones de la matemática en la arquitectura y el diseño. También fue líder con amplio reconocimiento internacional en el campo de los números metálicos, un desarrollo de la proporción áurea clásica.

## Libros
- «From the Golden Mean to Chaos», Editorial Nueva Librería, Buenos Aires, Argentina, 260 pp. ISBN 950-43-9329-1, 1998
- «The Metallic Means and Design», Nexus II: Architecture and Mathematics. Editora: Kim Williams. Edizioni dell’Erba, ISBN 88-86888-13-9, 1998
- «Del Número de Oro al Caos». Editorial Nobuko S. A., ISBN 987-43-5890-4, 2003
- «Geometría Fractal», en colaboración con Jorge G. Perera y Jorge H. Perera, con un CD de gráficos. Editorial Nobuko S. A., ISBN 987-1135-20-3, 2003
- «From the Golden Mean to Chaos», Editorial Nobuko S. A. ISBN 987-1135-48-3, 2004
- «Geometría Fractal», con Jorge G. Perera & Jorge H. Perera, Editorial Nueva Librería, 2.ª edición, ISBN 978-987-1104-45-1, 2007
- «Cálculo Superior», la. Ed. Nueva Librería, ISBN 978-987-1104-72-7, 2009.
- «From the Golden Mean to Chaos», 3a. Edición, Editorial Nueva Librería, ISBN 978-987-1104-83-3, junio de 2010.
- «Forma y matemática: La familia de Números Metálicos en Diseño», lra. Edición. Buenos Aires: Nobuko. Ediciones FADU, Serie Difusión 22. ISBN 978-987-584-319-6, 2011
- «Forma y matemática II: Fractales y forma», lra. Edición. Buenos Aires: Nobuko. Ediciones FADU, Serie Difusión 24. ISBN 978-987-584-448-3, 2012

## Artículos
- «Sistemas Estructurados y Creatividad», conferencia de apertura del International Mathematics & Design Conference MyD-95, 23–27 de octubre de 1995, FADU, Buenos Aires, Argentina. Proc. ISBN 950-29-0363-3, 1996
- «La familia de números metálicos en Diseño». Primer Seminario Nacional de Gráfica Digital, Sesión de Morfología y Matemática, FADU, UBA, 11-13 de junio de 1997. Volumen II, ISBN 978-987-584-319-6 ISBN 950-25-0424-9
- «On Characterization of the Onset to Chaos», Chaos, Solitons and Fractals 8 (10): 1631–1643, 1997
- «New Smarandache sequences», Proceedings of the First International Conference on Smarandache type Notions in Number Theory, ed. C. Dumitrescu & V. Seleacu, University of Craiova, 21–24 August 1997, American Research Press, Lupton, ISBN 1-879585-58-8, 1997, pp. 81–116
- «Una nueva familia de números», Anales de la Sociedad Científica Argentina 228 ( 1): 101–107, 1998
- «Triangulature in Andrea Palladio», Nexus Network Journal, Architecture and Mathematics on line
- «A new family of irrational numbers with curious properties», Humanistic Mathematics Network Journal 19: 33–37, ISSN 1065-8297, marzo de 1999
- «The Metallic Means family and multifractal spectra», Nonlinear Analysis 36: 721–745, 1999
- «The Golden Mean and its many relatives», First Interdisciplinary Conference of The International Society of the Arts, Mathematics and Architecture ISAMA 99, San Sebastián, Spain, 7–11 June 1999. Editors: Nathaniel A. Friedman and Javier Barrallo. ISBN 84-930669-0-7, pp. 453–460
- «The family of Metallic Means», Visual Mathematics I ( 3) 1999
- «The family of Metallic Means», Symmetry: Culture and Science. The Quarterly International Society for the Interdisciplinary Study of Symmetry (ISIS-Symmetry) 10 ( 3-4): 317–338, 1999
- «The Metallic Means family and Renormalization Group Techniques», Proceedings of the Steklov Institute of Mathematics, Suppl. 1, 2000, pp. S194-S209
- «Fracciones continuas y la teoría de las proporciones de Palladio», ICVA Primer Congreso Virtual de Arquitectura, 1 de diciembre de 1999 a 31 de enero de 2000
- «Half-regular Continued Fraction Expansions and Design», Journal of Mathematics & Design 1 ( 1) marzo de 2001
- «Continued Fraction Expansions and Design», The Proceedings of Mathematics & Design 2001, The Third International Conference, 3 a 5 de julio de 2001, The School of Architecture & Building, The School of Computing & Mathematics, Deakin University, Geelong, Australia, ISBN 0-7300-2526-8
- «Geometric representation of purely periodic Metallic Means», en colaboración con Martín L. Benarroch, Walter L. Geler and Stella M. Sirianni, Journal of Mathematics & Design 1 ( 2) verano 2001, ISSN 1515-7881
- «The metallic means family and forbidden symmetries», International Mathematical Journal 2 (3): 279–288, 2002
- «The Set of Silver Integers», Journal of Mathematics & Design 2 ( 1) 2002
- «Symmetry Groups in Mathematics, Architecture and Art», Special issue of the papers presented at the Matomium Euro-Workshop 2002. Editó Department of Architecture Sint-Lucas, Bruselas, Bélgica. Symmetry: Art and Science 2 (nueva serie, 1-4): 385–403, 2002, ISBN 1447-607X
- «Geometría Fractal y Geometría Euclidiana», Revista de Educación y Pedagogía, Medellín, Colombia, Universidad de Antioquia, Facultad de Educación, vol. XV, Nro. 35, pp. 83–93, enero-abril de 2003, ISSN 0121-7593
- «Number theory and Art», ISAMA-Bridges 2003. Conference Proceedings of Meeting Alhambra, University of Granada, Granada, España. Editores: Javier Barrallo, Nathaniel Friedman, Reza Sarhangi, Carlo Séquin, José Martínez, Juan A. Maldonado. ISBN 84-930669-1-5. pp. 415–423, 2003

- «La familia de Números Metálicos», Cuadernos del Cimbage, Instituto de Investigaciones en Estadística y Matemática Actuarial, Facultad de Ciencias Económicas, UBA, N.º 6, pp. 17–45, ISSN 1666-5112, mayo de 2004
- «Generalized Silver Means Subfamily»,  Journal of Mathematics & Design 6 ( 1): 53–59, 2007. Editorial Nueva Librería ISBN 978-987-1104-52-9
- «Orígenes Históricos del Número de Plata y sus Aplicaciones en Arquitectura», Journal of Mathematics & Design 6 ( 1): 93–99, 2007. Editorial Nueva Librería ISBN 978-987-1104-52-9
- «Conceptos fractales aplicados al Diseño», Actas del Primer Congreso Internacional de Matemáticas en Ingeniería y Arquitectura, Universidad Politécnica de Madrid, 30 de mayo al 1 de junio de 2007, pp. 137–146,  ISBN 978-84-7493-381-9
- «Aplicaciones de Geometría Fractal en el campo de la construcción», Actas del Primer Congreso Internacional de Matemáticas en Ingeniería y Arquitectura, Universidad Politécnica de Madrid, 30 de mayo al 1 de junio de 2007, pp. 215–220, ISBN 978-84-7493-381-9
- «Espirales asociadas a los Números Metálicos», en colaboración con Antonia Redondo Buitrago, 5th Mathematics & Design International Conference, Blumenau, Brasil, 1–4 de julio de 2007, ISBN 85-7114-175-4
- «Golden and Metallic Means in modern Mathematics and Physics», Proceedings of the 13th International Conference on Geometry and Graphics, 4-8 de agosto de 2008, ISBN 978-3-86780-042-6.

- «On plastic numbers in the plane», en colaboración con Antonia Redondo Buitrago, Proceedings of the 13th International Conference on Geometry and Graphics, 4-8 de agosto de 2008, ISBN 978-3-86780-042-6.

- «Visualización y tecnología», Cuadernos del Cimbage, Instituto de Investigaciones en Estadística y Matemática Actuarial, Facultad de Ciencias Económicas, UBA, N.º 10, pp. 1-16, ISSN 1666-5112, mayo de 2008.

- «Characterization of the onset to chaos in Economy», Proceedings of the Seventh All-Russian Conference on Financial and Actuarial Mathematics and Related Fields FAM´2008, Part 2, pp. 250-265, ISBN 978-5-7638-0999-2.

- «Intersection of Mathematics & Arts», Proceedings of the Seventh All-Russian Conference on Financial and Actuarial Mathematics and Related Fields FAM´2008, Part 2, pp. 265- 284, ISBN 978-5-7638-0999-2.

- «Herramientas matemáticas para la arquitectura y el diseño», en colaboración con Hernán S. Nottoli. 1.ª Ed. – Buenos Aires Nobuko, octubre de 2008, ISBN 978-987-584-156-7.

- «Dynamic Geometrical Constructions based on the Golden Mean», en colaboración con Antonia Redondo Buitrago, Slovak Journal for Geometry and Graphics, Vol. 5, N.º 10, pp. 27-39, 2008, ISSN 1336-524X.

- «Characterization of the onset to Chaos in Economy», Cuadernos del Cimbage, Instituto de Investigaciones en Estadística y Matemática Actuarial, Facultad de Ciencias Económicas, UBA, N.º 11, pp. 25-38, ISSN 1666-5112 (versión impresa). ISSN 1669-1830 (versión en línea), 2009.

- «La proporción: arte y matemáticas», en colaboración con J. Jiménez (coord.), O. J. Abdounur, E. Badillo, S. Balbás, F. Corbalán, J. M. Dos Santos, M. Edo, J. A. García Cruz y A. Masip. Editorial GRAO, Barcelona, España, ISBN 978-84-7827-777-3. 1.ª edición noviembre de 2009.

- «Towards van der Laan´s Plastic Number in the Plane», en colaboración con Antonia Redondo Buitrago, Journal for Geometry and Graphics, Vol. 13, Number 2, pp. 163-175, 2009, ISSN 1433-8157.

- «Sobre los sistemas de proporciones áureo y plástico y sus generalizaciones”, en colaboración con Antonia Redondo Buitrago, Journal of Mathematics & Design, Vol. 9, Number 1, pp. 15-34, 2009, ISSN 1515-7881.

- «Arte fractal», AREA Agenda de reflexión en Arquitectura, Diseño y Urbanismo, N.º 15, pp. 89-90. Octubre 2009, ISSN 0328-1337.

- «Nuevas propiedades de la Familia de Números Metálicos», en colaboración con Antonia Redondo Buitrago.  Edición especial con los Proceedings de M&D-2007 5th International Conference of Mathematics & Design, Journal of Mathematics & Design, vol. 7, N.º 1, pp. 53-65. ISSN 1515-7881, ISBN 978-85-7114-175-4, 2009.

- «Paper folding constructions to the Mean Values of van der Laan and Rosenbusch», en colaboración con Gunter Weiss, International Conference on Geometry and Graphics, 2010, Kyoto, Japón. Proceedings publicados en DVD, ISBN 978-499-0096717.

- «Use of the powers of the members of the Metallic Means Family in artistic  Design», 10th International Conference APLIMAT 2011, Faculty of Mechanical Engineering, Slovak University of Technology in Bratislava, section: Mathematics & Art. February 1-4, 2011.

- «Sistemas de proporciones generalizados: aplicaciones», en colaboración con Antonia Redondo Buitrago. Edición especial con los Proceedings de M&D-2010 6th International Conference of Mathematics & Design, Journal of Mathematics & Design, vol. 10, N.º 1, pp. 35-43. ISSN 1515-7881, ISBN 978-987-27417-0-9, 2011.

- «Remarks to classical cubic problems and the mean values of van der Laan and Rosenbusch», en colaboración con Gunter Weiss. Edición especial con los Proceedings de M&D-2010 6th International Conference of Mathematics & Design, Journal of Mathematics & Design, vol. 10, N.º 1, pp. 43-51. ISSN 1515-7881, ISBN 978-987-27417-0-9, 2011.

- «Fractal art and coloring algorithms», Experience-centered Approach and Visuality in The Education of Mathematics and Physics, pp. 221-222, ISBN 978-963-9821-52-1, 2012.

- «Generalizing the Golden Spiral», en colaboración con Antonia Redondo Buitrago. Journal of Mathematics & Design, vol. 11, N.º 1, pp. 109-117, ISSN 1515-7881, 2012.

- «Fractal Geometry and Design», Summer School “Structure – Sculpture” – Rebuilding ULM Pavilion, FADU, UBA. Journal of Mathematics & Design, vol. 11, N.º 1, pp. 141-151, ISSN 1515-7881, 2012.

- «The Metallic Means Family », Summer School “Structure – Sculpture” – Rebuilding ULM Pavilion, FADU, UBA. Journal of Mathematics & Design, vol. 11, N.º 1, pp. 151-159, ISSN 1515-7881, 2012.

- «Del Número de Oro al caos», 2.ª Edición. Editorial Nueva Librería, Buenos Aires. ISBN 978-987-1871-17-9, 2013.

- «Visualización y tecnología aplicados al Diseño», 8.º Encuentro de Docentes de Matemática en carreras de Arquitectura y Diseño de Universidades Nacionales del Mercosur, 14-16 de agosto de 2013, Facultad de Arquitectura, Urbanismo y Diseño, Universidad Nacional de San Juan,  San Juan Argentina. Publicación digital. ISBN 978-950-605-756-5.

- «From George Odom to a new system of Metallic Means», en colaboración con Gunter Weiss, VII Conferencia Internacional de Matemática y Diseño M&D-2013 (2 - 6 de septiembre de 2013), Facultad de Arquitectura y Urbanismo, Universidad Nacional de Tucumán, San Miguel de Tucumán, Argentina. Proceedings publicados en el vol. 13 del Journal of Mathematics & Design, pp. 71-86, ISBN 978-987-27417-2-3, 2014.

- «Cordovan spirals”, en colaboración con Antonia Redondo Buitrago, VII Conferencia Internacional de Matemática y Diseño M&D-2013 (02-06 Septiembre 2013), Facultad de Arquitectura y Urbanismo, Universidad Nacional de Tucumán, San Miguel de Tucumán, Argentina. Proceedings publicados en el vol. 13 del Journal of Mathematics & Design, pp. 124-145, ISBN 978-987-27417-2-3, 2014.

- «Bi-Arc spirals in Minkowski planes», en colaboración con Gunter Weiss. Proceedings of the 16th International Conference on Geometry and Graphics ICGG 2014, Innsbruck (4-8 de agosto de 2014), Eds. Hans-Peter Schröder y Manfred Hosty, Innsbruck University Press, pp- 115-120, 2014.

- «Generalized Metallic Means Family». Proceedings of the 16th International Conference on Geometry and Graphics ICGG 2014, Innsbruck (4-8 de agosto de 2014), Eds. Hans-Peter Schröder y Manfred Hosty, Innsbruck University Press, pp- 459-465, 2014.

## Honores
- Medalla de oro 30.º docencia universitaria UBA[3]
- 2010: Profesora Emérita UBA